# Bernhard Collien
Bernhard Collien (* 25. Juli 1950 in Hauzenberg im niederbayrischen Landkreis Passau; † 29. Juni 2008 in Pentenried im Landkreis Starnberg) war ein deutscher Verleger und Bildender Künstler.

## Ausbildung
Bernhard Collien studierte ab 1968 an der Fachhochschule Augsburg im Fachbereich Gestaltung, Zeichnung und Grafik bei Hanns Weidner, sowie Malerei bei Georg Bernhard. 1972 schloss er das Studium erfolgreich ab.

## Verlagstätigkeit
Nach gestalterischen und redaktionellen Tätigkeiten für diverse Fachverlage ergriff er im Jahr 1983 mit der Übernahme der Westermayer Verlags-GmbH die Chance zur Gründung eines eigenen Verlages im medizinischen Bereich, den er bis zu seinem plötzlichen Tod leitete. Er entwickelte in dieser Zeit mehrere erfolgreiche Periodika, darunter das Fachmagazin "neuro aktuell" für Neurologen und Psychiater sowie die zyklisch aktualisierten Tabellenwerke "Therapietabellen" für mehrere ärztliche Fachgruppen. Nach seinem plötzlichen Tod führte seine Ehefrau Reinhilde Bossema-Collien den Verlag weiter. Im August 2018 übergab sie das Unternehmen und seine Produkte an die MGO Fachverlage, in deren Händen die fundierten Fachzeitschriften weiter florieren.

## Wirken als Bildender Künstler
Neben seinen Verlagstätigkeiten hat Bernhard Collien stets künstlerische Ziele verfolgt. Seit 1976 trat er wiederholt in Einzelausstellungen und mit Beteiligungen in Gruppenausstellungen an die Öffentlichkeit. Seine künstlerischen Arbeitsgebiete waren die Malerei, Zeichnung und Keramik. Gerne ließ er sich von Werken der Antike, der Vor- und Frühgeschichte inspirieren. So finden sich in seiner Malerei Motive und Symbole aus dem alten Ägypten, Formen mittelalterlicher Banner, oder – in der Keramik – Anleihen bei prähistorischen Vorbildern. Er war Mitglied des Berufsverbandes Bildender Künstler (BBK) und suchte die Gemeinschaft mit kreativen Menschen. Seit Ende der 70er Jahre war er treibende Kraft in einem Kreis von Künstlerfreunden, der sich regelmäßig in München, Pentenried und in der Toskana zu kreativen Abenden, Tagen oder Wochen traf.

## Förderer junger Musiker
Er liebte die klassische Musik und öffnete in den frühen 2000er Jahren sein Haus für eine Reihe von Hauskonzerten mit Interpreten wie Gerold Huber (Klavier) und Christian Gerhaher (Bariton), die damals noch am Beginn ihrer Karriere standen.